# Wolfgang Stauch
Wolfgang Stauch (* 15. Oktober 1968 in Contwig) ist ein deutscher Schriftsteller und Drehbuchautor.

## Leben
Wolfgang Stauch studierte Germanistik und Sozialwissenschaften in Saarbrücken. Anschließend arbeitete er als freier Journalist in den Bereichen Sport und Kultur. Seit 1997 schreibt Stauch vorwiegend Drehbücher zu Fernsehfilmen und -serien. Er lebt heute in Berlin. Stauch ist Verfasser von Erzählungen, Theaterstücken, Hörspielen und Fernsehdrehbüchern.
Wolfgang Stauch ist Mitglied des Verbandes Deutscher Schriftsteller und des Literarischen Vereins der Pfalz. Er erhielt u. a. 1992 die Auszeichnung „Buch des Jahres“ des Förderkreises Deutscher Schriftsteller in Rheinland-Pfalz und ein Arbeitsstipendium des saarländischen Kultusministers, 1993 die Fördergabe des Pfalzpreises für Literatur, 1995 ein Aufenthaltsstipendium des Künstlerhauses Kloster Cismar, 1996 den Martha-Saalfeld-Förderpreis des Landes Rheinland-Pfalz sowie 1997 den Förderpreis zum Kunstpreis Rheinland-Pfalz.

## Filmografie (Auswahl)
- 2004: Eine zweimalige Frau (Fernsehfilm)
- 2004: Der weiße Afrikaner
- 2007–2010: Unter Verdacht
  - 2007:  Hase und Igel
  - 2007:  Das Geld anderer Leute
  - 2008:  Brubeck
  - 2010:  Laufen und Schießen
- ab 2011: Polizeiruf 110 (Fernsehreihe)
  - 2011:  …und raus bist du!
  - 2012:  Die Gurkenkönigin
  - 2017:  Einer für alle
  - 2018:  Crash
  - 2019:  Zehn Rosen
  - 2022:  Hexen brennen
- ab 2012: Tatort (Fernsehreihe)
  - 2012: Das Wunder von Wolbeck
  - 2013:  Die schöne Mona ist tot
  - 2013: Happy Birthday, Sarah
  - 2015:  Côte d’Azur
  - 2018:  Tod und Spiele
  - 2018:  Anne und der Tod
  - 2020:  Leonessa
  - 2020:  Du allein
  - 2021:  Der Tod der Anderen
  - 2021:  Blind Date
  - 2022:  Vier Jahre
  - 2023:  Die Nacht der Kommissare
  - 2024: Diesmal ist es anders
- 2015: Anderst schön (Fernsehfilm der Degeto Film für die ARD)
- 2016: Emma nach Mitternacht – Frau Hölle

## Werke
- Eine schlechte Geschichte, Frankfurt am Main 1992
- Brubecks Echo, Frankfurt am Main 2000